# Brüderkirche (Zutphen)

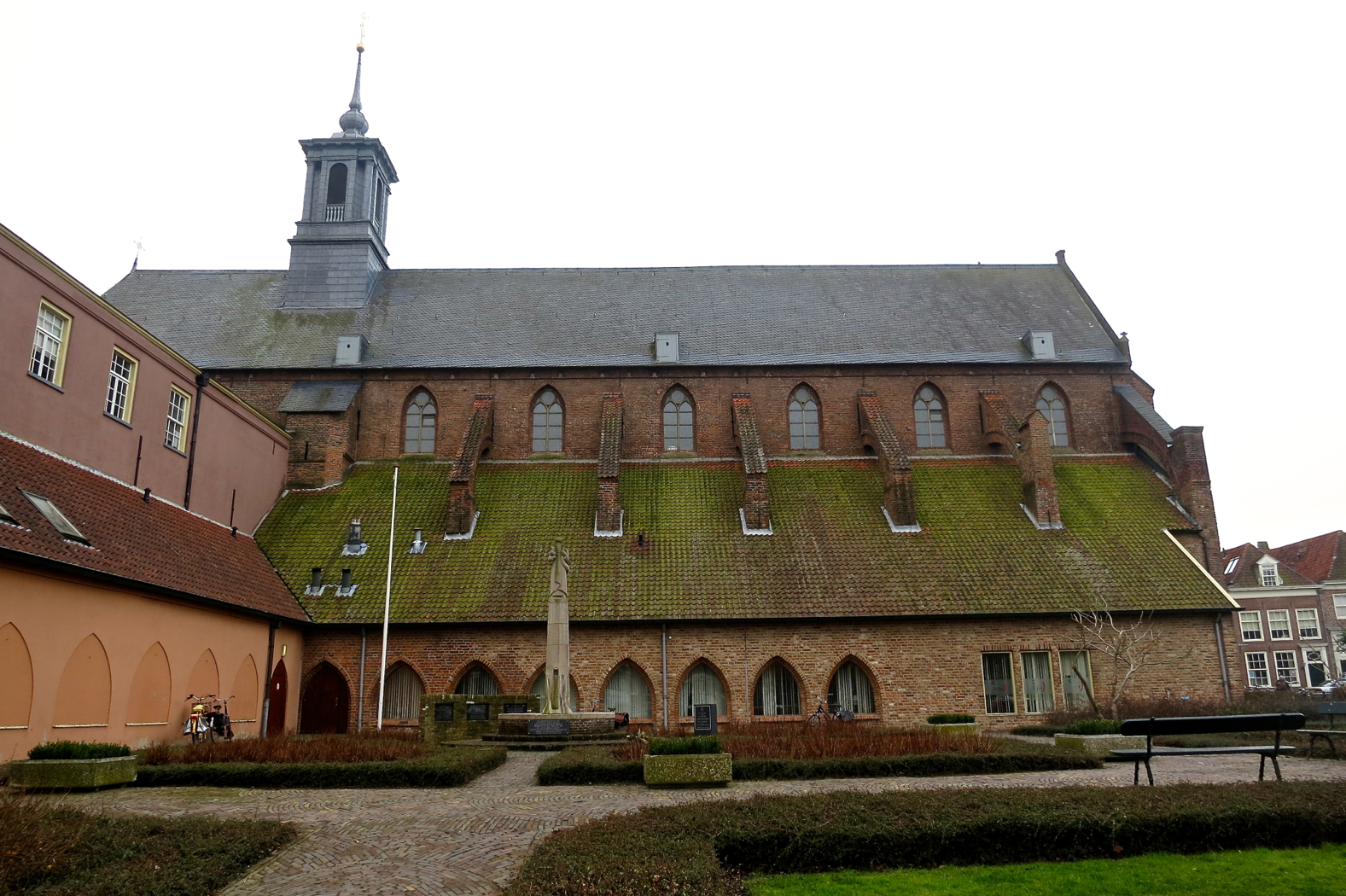
Brüderkirche Zutphen

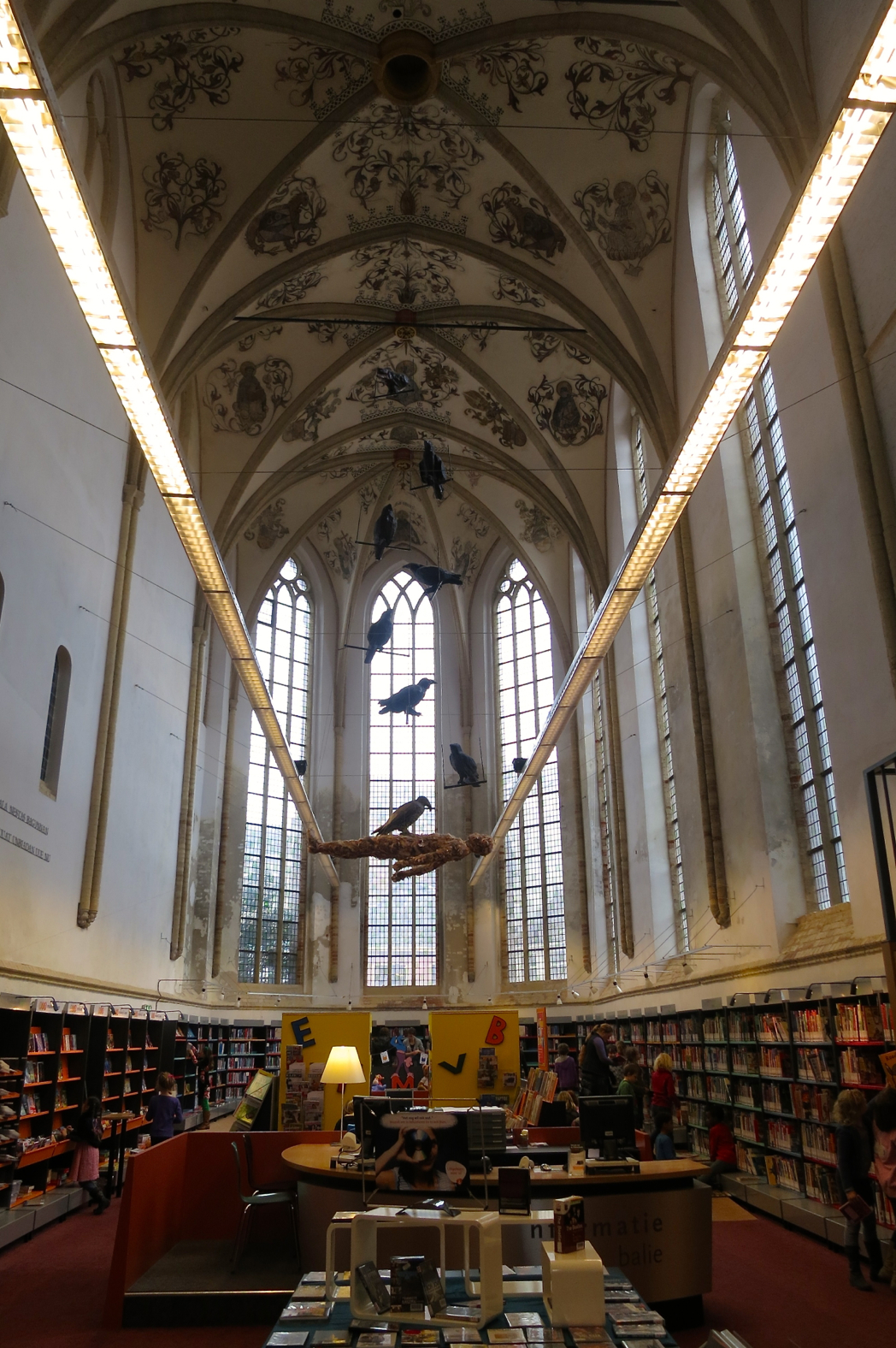
Innenansicht

Die Brüderkirche (niederländisch Broederenkerk) ist eine Klosterkirche aus dem 14. Jahrhundert in der niederländischen Stadt Zutphen, die früher zum Dominikanerkloster gehörte. Sie ist eine der am besten erhaltenen Klosterkirchen der Niederlande und wird heute als öffentliche Bibliothek von Zutphen genutzt.

## Geschichte
Ursprünglich befand sich an dieser Stelle ein Gericht. Es gab einen Saal, der wahrscheinlich zur Zeit von Graf Otto II. um 1250 erbaut wurde. Graf Reinald I. von Geldern begann mit dem Bau eines größeren Saals, der schräg daneben lag, musste den Bau aber einstellen, wahrscheinlich wegen der verlorenen Schlacht von Worringen (1288). Im Jahr 1293 schenkte Gräfin Margaretha van Dampierre, die Frau Reinalds I., das Grundstück mit dem Grafensaal und dem unvollendeten größeren Saal den Dominikanern, die sich einige Jahre zuvor in Zutphen niedergelassen hatten. (Grafen und Gräfinnen gründeten häufig Klöster und Beginenhöfe, und auch diese Gründung fügte sich in die Politik der Stadtentwicklung ein.) Die Dominikaner (auch „Predigerorden“ genannt) nutzten den fertiggestellten Saal als Dormitorium und bauten den großen Saal um 1310 als Kirche aus, die heutige Bruderkirche. Dies ist noch immer in der Kirche zu sehen; die unteren Meter sind aus einer anderen Art von Stein und von höherer Qualität.
Die Kirche wurde im gotischen Stil erbaut und im 16. Jahrhundert mit Gewölbemalereien ausgestaltet. Im Laufe der Jahrhunderte hat sich die Kirche nur wenig verändert, außer dass der Stadtbaumeister Teunis Wittenberg 1772 einen neuen barocken Turmabschluss auf die Kirche setzte und 1826 ein klassizistisches Eingangsportal an der Südseite anbrachte.
Der katholische Glaube wurde nicht immer in der Kirche gepredigt. Nach der Eroberung Zutphens durch Moritz von Nassau, den späteren Prinzen von Oranien, kam die Kirche in protestantische Hände und wurde von der Wallonischen Kirche und der Niederländisch-reformierte Kirche betreut. Im Laufe der Zeit stand die Kirche leer und beherbergte ab 1983 die Stadtbibliothek. Die von 1824 bis 1828 von der Orgelbaufirma Dirk Lohman gebaute Orgel wurde anschließend in die Grote of Sint-Catharinakerk in Heusden umgesetzt.
Der Architekt Pierre Cuypers jr. nahm die Brüderkirche als Vorbild für die Sint-Vituskerk in Bussum und die St.-Josef-Kathedrale in Groningen. Zuvor hatte H. J. Wennekers die Sint-Donatuskerk in Bemmel nach dem Vorbild der Brüderkirche entworfen.

## Sehenswürdigkeiten

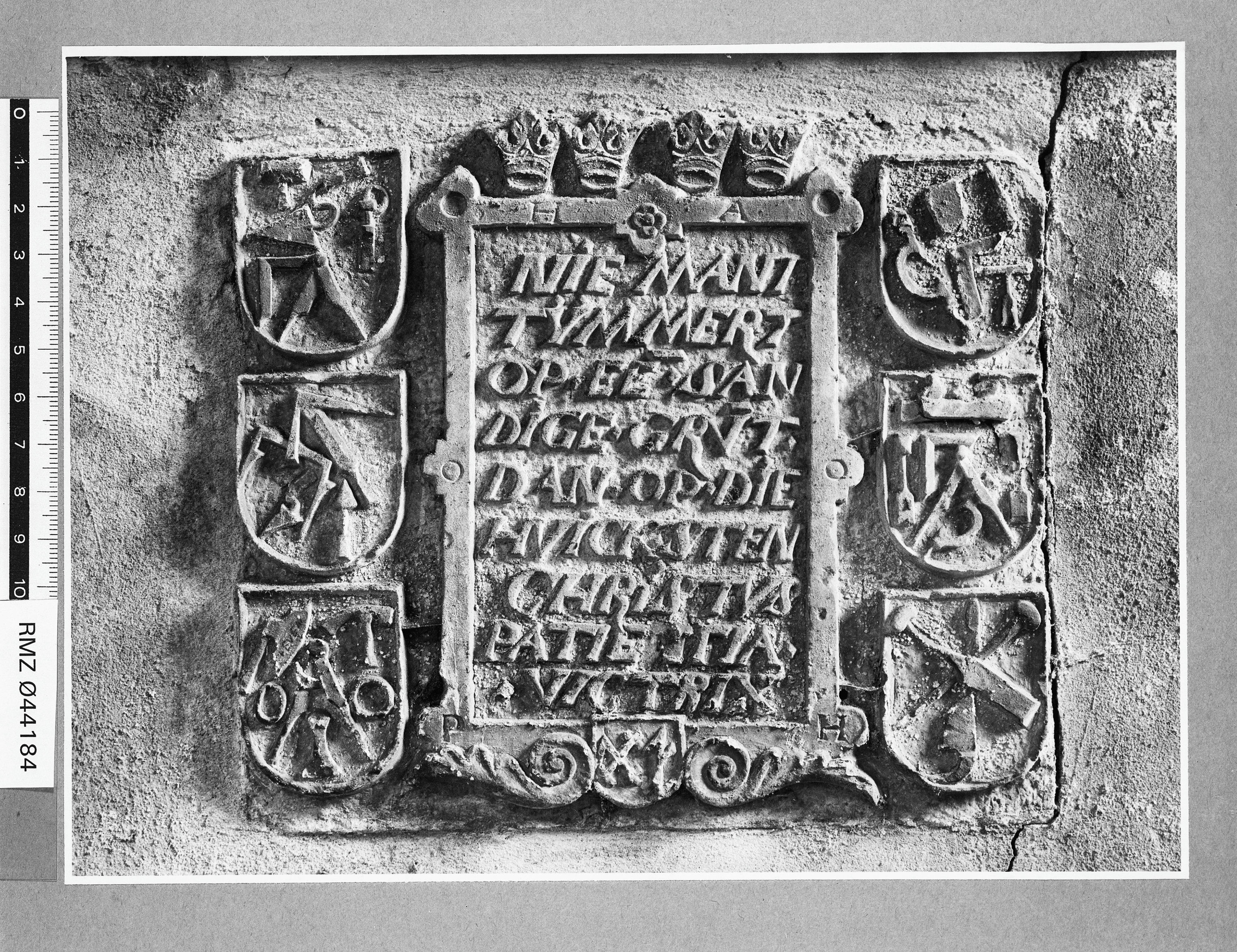
Reliefstein der Gilde der Heiligen Gekrönten

In der Kirche, in der Wand des südlichen Seitenschiffs, wurde ein Zunftstein von Het Viergekroonde Gilde, einer Gilde von Baumeistern, eingemauert. Der Stein stammt aus der Mitte des 17. Jahrhunderts. Auf ihm befindet sich eine Reliefinschrift, über der die vier Kronen der Gilde zu sehen sind. Links und rechts der Inschrift sind sechs Wappen von Handwerksbetrieben zu sehen, die unter der Schirmherrschaft der „Gekrönten“ standen. Im Zunftbrief von 1538 werden Zimmerleute, Steinmetze, Sargmacher, Fassbinder, Lederer und Bildhauer erwähnt, und die verschiedenen Werkzeuge der Berufe sind auf den Wappen abgebildet. Die Inschrift lautet: NIEMANT TYMMERT AT EE(N) SANDY GRU(N)T THAN AT THOSE HUICKSTE[E]N CHRISTUS PATIENTIA VICTRIX, frei übersetzt: „Niemand baut auf sandigen Boden, sondern auf den Eckstein Christus: Die Geduld siegt.“

## Gewölbemalereien
Der Chor und das Kirchenschiff sind weiß verputzt und mit schönen Malereien aus dem 16. Jahrhundert versehen. Sie sind noch original, wurden aber in den 1930er Jahren umfassend restauriert. Im Chor sind unter anderem Büsten von für die Dominikaner wichtigen Heiligen vorhanden. Im Kirchenschiff sind neben dekorativen Ranken die Wappen von Personen aus der städtischen Elite zu sehen, die über die Bruderschaft Unserer Lieben Frau am Kloster beteiligt waren.

## Pförtnerglocke
Im Dachfirst befindet sich eine bewegliche Glocke, die heute oft als „Pförtnerglocke“ bezeichnet wird. 1611 beschloss die Stadt, die Glocke der Brüderkirche jeden Abend zu läuten, um zu signalisieren, dass die Stadttore geschlossen werden sollten. Der Pförtner musste dann dreimal laut rufen, um zu sehen, ob noch Leute draußen waren. Heutzutage wird die Glocke von 21.50–21.55 Uhr geläutet, um an die Zeit zu erinnern, als Zutphen noch Stadttore hatte.
Während des Zweiten Weltkriegs wurde die Glocke von den Deutschen erobert. Nach dem Krieg stifteten die Bürger von Zutphen eine neue Glocke. Diese wird um 18:03 Uhr kurz geläutet, um der Opfer des Krieges zu gedenken.

## Trivia

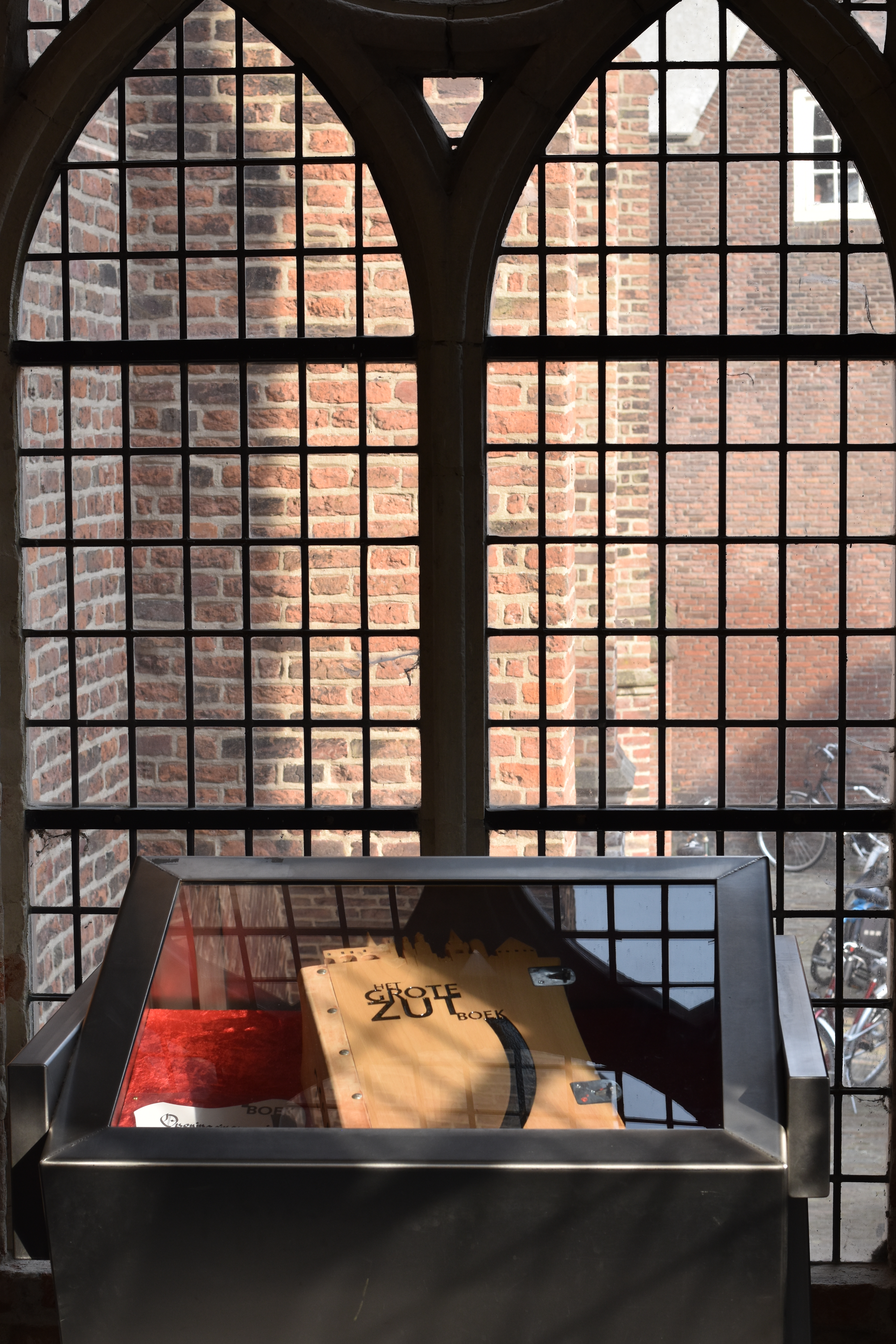
Das „Große Zutbook“ kann im Jahr 2109 geöffnet werden

Im hinteren Teil des südlichen Seitenschiffs der Broederenkerk ist das „Große Zutbuch“ zu sehen. Es handelt sich um eine Zeitkapsel in Form eines Buches mit Beiträgen der Einwohner von Zutphen. Initiator und Ausführender des Projekts war Marco Mout. 2009 schenkte die Stadt es der Bibliothek, die ihr 100-jähriges Bestehen feierte. Das Zutboek wird wahrscheinlich nicht vor 2109 eröffnet werden.